# جانيت بوغراب
جانيت بوغراب (بالفرنسية: Jeannette Bougrab)‏ هي سياسية ووزيرة فرنسية سابقة من حزب الاتحاد من أجل حركة شعبية ولدت في يوم 26 أغسطس 1973 في بلدة شاتورو في فرنسا لعائلة جزائرية الأصل. أكملت تعليمها في القانون والاقتصاد في جامعة السوربون. شغلت منصب وزيرة الشباب من سنة 2010 إلى سنة 2012. سبق لها الارتباط برسام الكاريكاتير ستيفان شاربونييه وألذي قتل في سنة 2015 أثناء الهجوم على صحيفة شارلي إبدو.